# Savannetoko
Savannetoko (latin: Tockus jacksoni) er en næsehornsfugl, der lever i nordvestlige Kenya og nabolande.